# Young Vic
Young Vic é um teatro em Londres. Localiza-se na rua The Cut, no distrito de Lambeth. Subsidiado pela iniciativa pública, é especializado em dar oportunidade a novos atores e diretores.
Fundado em 1970, foi fechado em 2004 para reformas. Reabriu em 11 de outubro de 2006, vencendo no ano seguinte o prêmio "London Building of the Year", concedido pelo Royal Institute of British Architects.
Um memorial no auditório do teatro homenageia as 54 pessoas mortas ali em 1941 enquanto se abrigavam no porão do antigo prédio durante a Blitz.